# Drosophila dominici
Drosophila dominici är en tvåvingeart som beskrevs av Dwivedi 1982. Drosophila dominici ingår i släktet Drosophila och familjen daggflugor.
Artens utbredningsområde är Indien.